# Damani Ralph
Damani Ralph (Kingston, 6 novembre 1980) è un ex calciatore giamaicano, di ruolo attaccante.

## Caratteristiche tecniche
Punta centrale, poteva giocare anche come ala.

## Carriera

### Club
Ha cominciato a giocare nell'Harbour View. Nel 1999 è passato al Meridian CC Eagles. Nel 2001 si è trasferito al Connecticut Huskies. Dopo due ottime stagioni, viene acquistato dallo Chicago Fire. Nel 2005 ha firmato un contratto con il Rubin.

### Nazionale
Ha debuttato in Nazionale il 2 agosto 2002, nell'amichevole Grenada-Giamaica (0-1). Ha messo a segno la sua prima rete con la maglia della Nazionale il 4 settembre 2004, in Giamaica-Panama (1-2), siglando la rete del momentaneo 1-1 al minuto 77. Ha partecipato, con la maglia della Nazionale, alla CONCACAF Gold Cup 2005. Ha collezionato in totale, con la maglia della Nazionale, 19 presenze e una rete.

## Palmarès

### Club

#### Competizioni nazionali
- US Open Cup: 1

Chicago Fire: 2003